# Drassodes lapidosus bidens
Drassodes lapidosus bidens is een spinnenondersoort in de taxonomische indeling van de bodemjachtspinnen (Gnaphosidae). De spin jaagt 's nachts en verschuilt zich overdag onder rotsen en bladeren. Het lijf van de spin is ovaalvormig, smal en puntig aan de achterzijde.
Het dier komt uit het geslacht Drassodes en is een ondersoort van de Drassodes lapidosus (Rotsmuisspin). Drassodes lapidosus bidens werd in 1878 beschreven door Eugène Simon.